# Christoph Balduin von Ledebur zu Wichel und Perutz

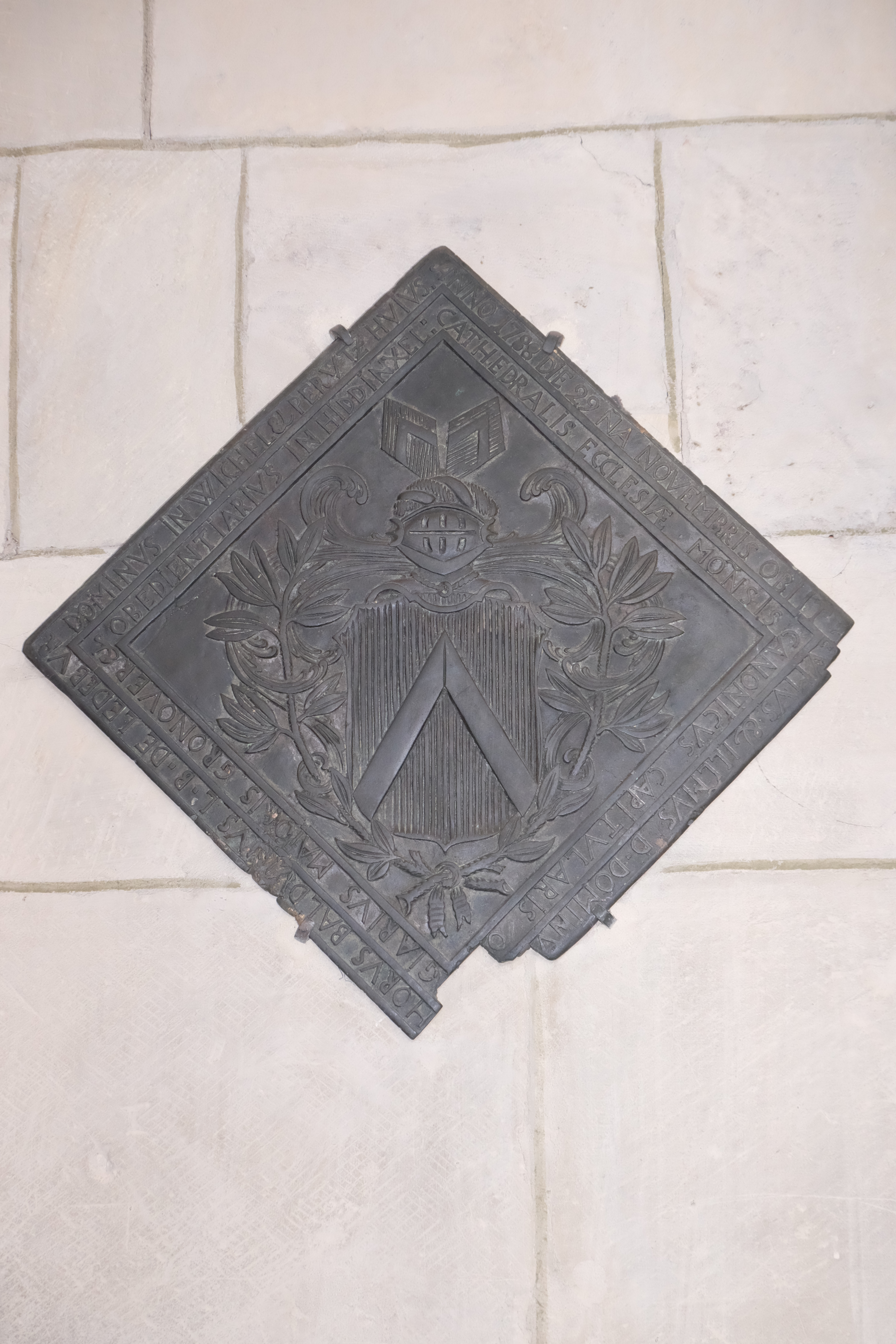
Grabplatte

Christoph Balduin von Ledebur zu Wichel und Perutz (* 8. April 1730 in Perutz, Böhmen; † 29. November 1788) war ein römisch-katholischer Geistlicher und Domherr in Münster.

## Leben
Christoph Balduin von Ledebur zu Wichel und Perutz entstammte dem westfälischen Adelsgeschlecht von Ledebur. Er war der Sohn des Alexander Johann von Ledebur zu Wichel und Perutz und dessen Gemahlin Anna Maria Elisabeth von Elverfeldt. Sein Neffe Karl Friedrich Droste zu Senden war Domherr in Münster. Weil man bei der Wahl des neuen Kurfürsten für Max Friedrich eine zusätzliche Stimme gewinnen wollte, gelangte Christoph Balduin, wie Karl Arnold von Hompesch auch, in den Besitz der münsterschen Dompräbende des noch nicht emanzipierten Clemens August Droste zu Senden. Christoph Balduin war Subdiakon und Inhaber des Oblegiums Gronover majus und der Obedienz Hiddingsel.